# Andreas Klaue
Andreas Klaue (* 29. August 1962 in München) ist ein deutscher Schauspieler.

## Werdegang
Klaue machte 1982 Abitur. Bereits während seiner Schulzeit war er von 1978 bis 1980 an einer Pantomimenschule. Von 1979 bis 1982 war er als Solopantomime tätig. In den Jahren 1984 bis 1987 studierte er an der Schauspielakademie Spielstatt Ulm (seit 2016 Akademie für Darstellende Kunst Ulm).
Danach war er von 1987 bis 1991 am Ulmer Theater als Schauspieler tätig. Von 1991 bis 1997 war er am Pfalztheater  Kaiserslautern. Danach wechselte er an das Badische Staatstheater in Karlsruhe, bei dem er bis 2002 blieb. Seitdem nahm er Rollen bei den Schauspielbühnen Stuttgart, bei den Schlossfestspielen Ettlingen, den Burgfestspielen Mayen und beim Theatersommer Ludwigsburg an.
Er übernahm auch Fernsehrollen. So war er z. B. in den Jahren 2000 bis 2004 in der Serie Die Fallers zu sehen. Auch in Tatort-Folgen (Stiller Tod aus dem Jahr 2003, Der Lippenstiftmörder, 2006 und Eine Frage des Gewissens, 2014) war er zu sehen. Außerdem spielte er in der Folge Zirkus Fratinelli bei SOKO Stuttgart (2014) mit. 2020 spielte er in der Tatort-Folge Der Welten Lohn.
Außerdem hat er auch Dozentenstellen:
- seit 2010 Steinbeis-Hochschule Berlin als Dozent für Interkulturelles Training
- seit 2011 Hochschule für Wirtschaft und Umwelt in Nürtingen, Dozent für Stimme und Körpersprache
- seit 2011 Hochschule für Musik und Darstellende Kunst Stuttgart, Dozent für Rollenstudium

## Hörfunk-Features / -Dokumentationen (Auswahl)
- 2010: Eher regnet es Tinte – Der Mordfall Hagedorn und ein verbotener Film – Autor: Thomas Gaevert – SWR2-Feature, 55 Min.

## Filmografie (Auswahl)
- 2020: Tatort: Der Welten Lohn